# Stade Rodenbach
Le stade Rodenbach (en néerlandais : Rodenbachstadion) est un stade de omnisports situé dans la commune de Roulers dans la Province de Flandre occidentale, en Belgique. 
Il porte le nom de « Rodenbach » un célèbre brasseur de l’entité. Le stade comporte une piste d’athlétisme.

## Histoire
En 2013, l’enceinte abrite les rencontres à domicile du club: Club Roeselare, « matricule 9360 » de l’URBSFA, qui évolue en 1re provinciale de Flandre occidentale  (5e niveau).
Ce stade fut longtemps celui du K. FC Roeselare (matricule 286). Ce club évolua pendant 18 saisons dans le championnat de Belgique de Division 3.
En 1999, une fusion réunit les deux principaux clubs de l’entité de Roulers (le KSK et le KFC) pur former le K. SV Roeselare qui joue dans le stade du « SK » à savoir le Schiervelde. À partir de ce moment, le « Rodenbachstadion » n’est plus employé pour le football pendant plusieurs années jusqu’à ce que le Club Roeselare, créé en 2000 par des nostalgiques du « KFC », ne vienne s’y installer.

### Sources et Liens externes
- Coordonnées du « Club Roeselare » sur le site de l’URBSFA taper 9360 dans la case « matricule ».
- Site d'infos touristiques présentant la Brasserie Rodenbach une photo montre une ancienne trace du « KFC Roeselare »
- Site Internet du Club Roeselare